# William Larrabee (Politiker, 1870)
William Henry Larrabee (* 21. Februar 1870 bei Crawfordsville, Indiana; † 16. November 1960 in New Palestine, Indiana) war ein US-amerikanischer Politiker. Zwischen 1931 und 1943 vertrat er den Bundesstaat Indiana im US-Repräsentantenhaus.

## Werdegang
William Larrabee besuchte die öffentlichen Schulen seiner Heimat sowie die Indiana Central Normal School in Danville und die Indiana State Normal School in Terre Haute. Zwischen 1889 und 1895 unterrichtete er als Lehrer in New Palestine. Nach einem anschließenden Medizinstudium an der Indiana School of Medicine in Indianapolis und seiner im Jahr 1898 erfolgten Zulassung als Arzt begann er in New Palestine in diesem Beruf zu arbeiten. In den Jahren 1917 und 1918 war er Sekretär beim Gesundheitsausschuss des Hancock County.
Politisch schloss sich Larrabee der Demokratischen Partei an. Zwischen 1916 und 1920 saß er im Stadtrat von New Palestine; und in den Jahren 1923 bis 1925 gehörte er dem Repräsentantenhaus von Indiana an. Bei den Kongresswahlen des Jahres 1930 wurde er im sechsten Wahlbezirk von Indiana in das US-Repräsentantenhaus in Washington, D.C. gewählt, wo er am 4. März 1931 die Nachfolge von Richard N. Elliott antrat. Nach fünf Wiederwahlen konnte er bis zum 3. Januar 1943 sechs Legislaturperioden im Kongress absolvieren. Dort wurden bis 1941 die New-Deal-Gesetze der Bundesregierung verabschiedet. Seit 1941 war auch die Arbeit des Kongresses von den Ereignissen des Zweiten Weltkrieges geprägt. Im Jahr 1933 wurden der 20. und der 21. Verfassungszusatz ratifiziert. Larrabee vertrat seit 1933 als Nachfolger von Glenn Griswold den elften Distrikt seines Staates. Zwischen 1935 und 1939 war er Vorsitzender des Committee on the Census; von 1937 bis 1943 leitete er den Bildungsausschuss. Im Jahr 1942 wurde er nicht wiedergewählt.
Nach seinem Ausscheiden aus dem US-Repräsentantenhaus praktizierte William Larrabee wieder als Arzt. Er starb am 16. November 1960 im Alter von 90 Jahren in New Palestine.